# Hudson (Maine)
Hudson – miasto w Stanach Zjednoczonych, w stanie Maine, w hrabstwie Penobscot.